# Eddy Lover
Eduardo Mosquera (n. Panamá, 15 de março de 1985), mais conhecido como Eddy Lover (Eddy amante) ou "El Pequeño de la banda" (o pequeno da banda), é um cantor de reggae e reggaeton, conhecido por interpretar a canção "Perdóname" com La Factoría em 2006.

## Biografia
Mosquera nasceu na Cidade do Panamá, Panamá. Ele começou a cantar aos 12 anos de idade, mas não foi até 2000 que ele gravou sua primeira música chamada "Lloro", quando ele participou dos famosos álbuns panamenha Poison e Las Propias. Em 2006, Lover assinou um contrato de gravação com a Panama Music. Nesse mesmo ano Eddy Lover gravou Prefiero que te Vayas e Vete. Ambas as músicas se tornaram grandes sucessos no Panamá.
Dois anos depois, o artista lançou seu primeiro álbum Perdóname. O álbum incluiu canções como Luna, No Debiste Volver e o grande sucesso Perdóname. La Factoría deu ao artista vários prêmios, incluindo um disco de platina. [2] Em março de 2011, ele lançou seu segundo álbum New Age. Em 2011, ele deixa a Panama Music para se juntar à Factory Corp. e em 2015, sob o mesmo selo, lança seu novo álbum de estúdio, Flow Lover.